# 天と地と
『天と地と』（てんとちと）は、海音寺潮五郎の歴史小説。戦国時代、天才的な軍略の才で越後国を統一し、甲斐国の武田信玄と名勝負を繰り広げた上杉謙信を描く。
1960年から1962年まで『週刊朝日』誌上で連載された。

## 概要
上杉謙信の出生から実父に疎まれながら成長した少年時代、年少の身で華々しい軍功を上げて越後の統一を成し遂げ、天才的な武将として名を轟かせて関東管領に就任し、宿敵・武田信玄との最大の戦いである川中島の戦い（第四次）に至るまでを扱う。
海音寺は謙信を主人公にしたことについて、「川中島の戦いは古来、文学として数多く取り上げられているが、ほぼ全てが武田側からの視点で描いたものであり、上杉側から描いたものは目にしたことがなかった。未開の野を開拓する気持ちも込めて、謙信を取り上げることにした」と語っている。かねてより海音寺は「日本人に日本歴史の常識を持ってもらいたい」という考えを持ち、歴史の真実を伝えることに主眼を置く史伝形式の作品を多数執筆していた。その代表作が『武将列伝』であり、この作品の連載で信玄を取り上げたいと依頼されてその事績を調べめたものの、調べるうちにライバルである謙信の持つ魅力に強く惹きつけられるようになった。『武将列伝』の中で謙信を書きたいと思ったものの結局その機会は訪れず、連載終了から数年後に『週刊朝日』編集長の田中利一（当時）から連載小説の仕事を打診されたことにより、謙信を主人公にした小説を執筆することとなったという。
1969年には、NHK大河ドラマ第7作『天と地と』としてテレビドラマ化された。また1990年には角川春樹事務所により映画化され、この映画の公開連動企画としてテレビドラマ『天と地と〜黎明編』も製作された。2008年にもスペシャルドラマ化され、テレビ朝日系列で放送されている。

## あらすじ
越後国の守護代・長尾為景の子・虎千代は、出生の経緯から実子であるかを疑われ、父の愛情を受けることなく成長した。不遇な幼少期を過ごした虎千代であったが、しかし長じるにつれて近習が眼を見張るような聡明な少年に育つ。殊に負けん気が強く気に入らないことは毅然として撥ねつける気性と、道理に合わぬことは子供とは思えぬ賢しさで論駁する利発さは幼いながらも英傑の片鱗を窺わせた。が、為景の態度は変わることはなく、元服して「喜平二景虎」と名乗りを与えた後も息子を疎んじ続け、何かと理由をつけて身辺から遠ざけようとし、ついには居城の春日山城から追い払った。
やがて為景は隣国越中での戦で戦死し、その跡を嫡男の晴景が継ぐものの、ほどなく同族の長尾俊景が晴景の守護代就任に不満を持ち反乱を起こした。凡庸な晴景の器量を危ぶむ声は従前より囁かれており、俊景が蹶起するや多くの豪族がたちまちその麾下に随従した。越後は分裂状態に陥ったものの、怠惰な晴景は酒色に惑溺して家臣の諌めも聞かず、偸安の生活に耽るばかりであった。一方、景虎は越後随一の有力者である宇佐美定行に引き取られ、彼の下で兵学の教示を受け、次第に軍略の才能を開花させてゆく。定行の城に寄寓する中、景虎は定行の娘の乃美とも知り合い彼女に心を惹かれるが、不器用な性格から胸の内の想いを伝えることができなかった。一通り兵学を修めた後、諸国巡歴の旅に臨んだ景虎は、甲斐国において国主・武田晴信の行列に遭遇する。若くして守護の座に就き、すでに名将として諸国に名を知られたその勇姿は景虎の心に強く焼きついた。
若き景虎に内乱を鎮め得る大器を見出した定行は決起を説き、景虎は寡兵をもって俊景相手に軍を上げる。戦上手で知られた俊景であったが、景虎はこれをまるで手玉に取るかのようにして鮮やかに討ち取った。初陣を見事な戦勝で飾った景虎に世情は驚嘆し、軍神毘沙門天の申し子ではないかと言いさざめいた。年少の身で華々しい軍功を上げた景虎の評判は国を覆わんばかりに広まるものの、兄の晴景はこれを快く思わずその名声を嫉み、ついには暗殺者を仕向けるも景虎は辛うじて難を逃れる。父に愛されない上に兄にまで殺されかけた我が身を景虎は慨嘆するが、定行はいまこそ晴景を追い落として守護代の座に就くべきと鼓舞し、景虎は兄と戦うことを決断する。その脳裏には甲斐の守護となるため実父を追放した、かの武田晴信の姿があった。晴景の軍を破った景虎は兄を隠居させ、春日山城に居を構えて抵抗勢力も鎮圧し、越後の再統一に成功する。折しも守護の上杉家に人が絶えていたこともあり、景虎は守護職に就くこととなった。弱冠二十歳にして越後の国主となった景虎であったが、しかし時折世の何もかもが虚しく思える虚無感に襲われることがあった。かねてより景虎は、諸行無常の世界の中で束の間の富や栄誉を手にしたところで何になるといった激しい虚無感に悩まされてきたが、国主の座に就いた後もそうした感情が消えることはなかった。そうした厭世感からの救いを求めた景虎は仏道に傾倒するようになり、殊に毘沙門天を熱心に信仰するようになる。夢に現れた毘沙門天に啓示を受けた景虎は、折にふれて胸を焦がす乃美への恋慕も捨て、女色を断って武の道に生きることを決める。
将軍家によって正式に守護職の承認を得てほどなく、北条氏康との抗争に敗れた関東管領の上杉憲政が越後に亡命してきた。管領上杉氏は長年小田原の北条氏の脅威に晒され続けてきたが、ついに支城を落とされ景虎に庇護を求めて来たのだった。憲政は北条氏を下してくれれば上杉氏の名跡と管領の職を譲ると懇願し、これを承知した景虎は北条氏との戦いの準備を始める。しかしその矢先、かねてより信濃国に触肢を伸ばしていた武田晴信が、ついに北部を除く信濃の大部分を平定したという報せがもたらされる。北信濃を取られれば隣接する越後も脅かされかねず、景虎は軍を率いて越信国境に位置する川中島を渡って北信濃に深く進入するものの、晴信の見事な智謀によって無残に敗退させられる。初めて敗北を味合わされ自身を見つめ直すことを余儀なくされた景虎は、上洛の機会に合わせて臨済宗の古刹・大徳寺で参禅し、一つの悟りを得る。煩瑣な雑念を捨て去ったその視界には天と地とが八方無礙に広がり、己の精神が悟徹に至ったと確信した景虎は、雪辱を果たすべく再び晴信に挑む決意をする。
越後に帰国した景虎は、川中島周辺を舞台に晴信と再三干戈を交えた。道理と義を何より尊ぶ景虎は、自身と違って陰湿な策謀も辞さない晴信を「姦悪の徒」として嫌うものの、しかしその天性の軍才は認めずにはいられなかった。その戦略・戦術は巧緻を極め、本陣旗に記した孫子の文句に恥じぬものであり、かつて景虎はこれほどの敵に出会ったことがなかった。しかし桶狭間の戦いによって駿河国で政変が起こり、晴信の注意がひとまずそちらに向いたことから、景虎は棚上げになっていた北条氏との戦いに臨む。関東に足を踏み入れた景虎は、北条方に与する諸豪を蹴散らして怒涛の勢いで進撃し、居城の小田原城をも包囲する。城を落とすまでには至らなかったものの、関東一円に武威を示した景虎は鎌倉の鶴岡八幡宮で管領就任の儀を執り行い、上杉氏の名跡を継いで名を「上杉政虎」と改める。やがて新管領・政虎のもとに、武田勢が再び越信の国境を荒らしているという報がもたらされた。北条と示し合わせての行動であることは明らかであり、政虎は管領としての面目を賭けた大戦を挑むべく準備を始め、同時に宿敵・晴信との間に雌雄を決する覚悟を固める。折しも病に倒れた乃美を見舞った政虎は、乃美にこれまでの想いを伝え、快癒の際に正室に迎えることを約して出陣する。入道して新たに「信玄」の法号を名乗った晴信は、再び川中島近辺に陣を張っていた。
川中島に到着した政虎は、やにわに敵の懐中に陣を張るという大胆な戦法をとった。わざわざ死地に飛び込むような真似をしたのは武田方の油断を誘って十死一生の決戦に持ち込もうという意図からであったが、しかし敵もさるもので信玄もそうした考えを鋭敏に察して戦陣を立て直し、戦況は膠着状態に陥る。しばしの睨み合いが続いた後に信玄は一計を案じ、別働隊を編成して政虎の陣を襲撃し、慌てて遁走してきた政虎を退路に待ち伏せていた本隊によって討ち取るという計略を立てる。大規模な別働隊を夜襲に向かわせた信玄は、自身が率いる本隊を埋伏させ、追い立てられる政虎を待ち続けた。ところが払暁、立ち込める濃霧を裂いて突如として眼前に政虎の部隊が出現した。信玄の魂胆を看破した政虎は密かに陣を引き払い、夜陰に紛れて武田軍の横腹を突いたのだった。予想もしなかった政虎の出現に武田勢は驚愕し、部隊は大混乱に陥った。狂乱の渦中を一騎駆けで本陣に突入した政虎は、自ら佩刀を振るって信玄に斬りかけ、信玄は辛うじて軍配で防ぐものの、その切先によって肩を切りつけられる。
やがて異変に気づいて引き返してきた別働隊が本隊と合流し、政虎は退却を余儀なくされる。信玄の首を取ることはかなわなかったものの、累年の宿敵に一太刀報いた充足感を胸に、政虎は越後に帰国した。が、凱旋した政虎を迎えたのは乃美の死だった。我が身の果報を祈って息を引き取った臨終の様子を聞くや戦勝の喜びも掻き消え、政虎はあくせくと生きてきたこれまでの己の生を振り返り、すべてが虚しいもののように思われた。関東管領職・上杉家の名跡など数多の栄誉を手にしながらも、最愛の女性ただ一人をこの胸に抱くことはかなわなかった。止めどなくあふれる涙を抑えることができないまま、政虎はもはや手の届かぬ所へ逝ってしまった乃美に想いを馳せた。

## 主な登場人物

### 主人公
上杉謙信（長尾景虎）
本作の主人公。越後国の守護代・長尾為景の末子として生まれるが、その出生の経緯から実子であるかを疑った父によって冷たく扱われ、早くに母も亡くしたことから孤独な少年時代を送った。しかし不遇な境遇の中で育ちつつも軍略の才を開花させ、弱冠20歳にして越後の内乱を収集することに成功する。その天才的な軍才は天下に鳴り響き、越後国守護職に推戴され、ついには山内上杉氏の名跡を相続して関東管領職に就任した。隣国信濃を我が物にしようとする武田信玄と対立し、生涯の宿敵として川中島を舞台に激闘を重ねた。
体躯は小柄ではあるが、小さな体の中にふつふつと燃え立つような情念を宿している。義侠心に富み情にもろく、道理に反することをひどく嫌う。己が正義と信ずることには損得勘定を捨ててでも行動し、たとえ死のうとも一片の義を踏んで死ねばそれで本望と考え、戦に関しても自らに正当性がない限りは決して戦うことはない。また、皇室や幕府など伝統的な権威を篤く尊崇し、天下とは名と実が相応して成り立つものと考え、天子と将軍に本来の権威を復し奉ってこそ太平がもたらされ万民が安息を得る世の中が訪れると信じ、自らが天下人になろうなどという野望は微塵も持たなかった。一方で、情念が豊かな反面、気が短く激しやすい所もある。時折何もかも投げ出したくなるような激しい鬱に襲われることがあり、世のすべてが虚しいとしか思えない厭世感に取り憑かれ、守護の座すら捨てて高野山に隠遁しようとしたこともある。このような厭世感から逃れるために仏道に激しく傾倒し、酒だけは好んだものの女色を避けて肉喰もせず、さながら律僧のような生活を送った。殊に母が出生前に百日参詣をしたことから毘沙門天を熱心に信仰し、朝晩の礼拝をかかさずに春日山城内の毘沙門堂で結跏趺坐して禅定を行うことを日課とした。戦の前には毘沙門堂に篭って尊像の前で護摩を焚いて瞑想し、一分の隙もない完璧な戦略を組み立てる。戦争をさながら一種の芸術行為のように考え、青竹製の指揮杖を手に部隊を進退させるその手腕には神韻すら漂い、多くの家臣を心服させた。

### 長尾氏
長尾為景
謙信の父。越後国の守護代を代々務める長尾一族の総領。暴慢な先君・上杉房能を弑逆して末家の上杉定実を後継に立て、関東管領・上杉顕定との戦い（永正の乱）に勝利して政治的実権を握る。政軍ともに辣腕を振るい、越後の事実上の支配者として君臨した。
謙信の生母である側室の袈裟御前の懐妊があまりに早かったことから、謙信が誕生した後も実子か否かの疑念を抱き、そのため謙信に愛情を持たずに常に微妙な距離を置いて接した。
領内で起こった一向一揆の基を断つため越中に侵攻して一時的に一部を占領するものの、一向衆と地元の豪族の反乱に遭って戦死する。為景が一向衆との戦いで戦死したという説は、その父である能景の死因と混同されたものとして現在の研究では否定されている。
長尾晴景
為景の嫡男。謙信の実兄だが、謙信が為景の晩年の子なので親子ほどの歳の差がある。為景の死後、跡を継いで守護代となるものの父に似ず器量は凡庸であり、国の乱れを抑えることができずに越後を分裂させてしまった。
その日常は懶惰を極め、周囲の諫言も聞かずに淫事に耽るばかりでたちまち国中の信望を失った。謙信もその柔弱な生活ぶりを諌めるが弟の言葉にも耳をかさないどころか、その才能への嫉妬も混じって激しく憎むようになり、未遂に終わったものの暗殺者を仕向けたりもした。危うく難を逃れた謙信は宇佐美定行の説得によって兄を討つことを決断し、軍を起こして晴景を破った。
謙信との戦いに敗れた後は上杉定実の仲裁によって隠居することとなり、長尾家の家督と守護代の座を謙信に譲った。莫大な隠居料を貰った後は政務を執る煩わしさも喧しい諫言を受けることもない生活に満足し、数年間の気楽な隠居生活を過ごした後に病死する。
長尾俊景
越後中部三条を領する三条長尾家の当主。為景の死後、晴景が跡を継いだことに不満を示し、自らが守護代となるべく反乱を起こした。越後きっての戦上手として知られ、亡き為景の重臣であった昭田常陸介を寝返らせ、一時は越後の半分を支配下に置いた。
やがて謙信が宇佐美定行の支援の下で決起するやこれを年少と侮って返り討ちにするべく出陣するが、慢心が油断を招き謙信の機略に陥れられ戦死する（栃尾城の戦い）。この劇的な勝利によって謙信は一挙に名を挙げ、早熟の天才として知られることとなる。
長尾房景
越後南部上田庄を領する上田長尾家の当主。為景の弟で、謙信にとっては叔父に当たる。高い軍事指揮能力を持ち、数多の戦場で的確な軍事指揮を取って戦功を上げ、兄の政権を支えた。
為景の死後はなりゆきで晴景に仕える。晴景と謙信の対立の際には息子の政景を後継者にすることを条件に晴景に味方するものの、中途で晴景の惰弱柔媚な人物に呆れ果て、戦を放り出して袂を分かった。政景が後継者になる約束があったことから晴景が破れた後もなかなか謙信に恭順しようとしなかったが、謙信が政景と姉のお綾の婚姻を申し出たことにより、息子とともに謙信の幕下に入った。
謙信による越後の統一直後、老齢から病を得て病没する。
長尾政景
房景の子。謙信にとって従兄に当たり、姉を娶ったため姉婿でもある。父親譲りの軍才を大いに振るい、若年の頃より幾多の戦場で武名を轟かせた。
為景の死後は、父とともに晴景に仕える。晴景が謙信に敗れた後は上述の経緯から恭順の姿勢を示さなかったが、お綾と縁づいたことにより謙信の幕下に入る。その有能さから謙信の強い信頼を得、謙信が国外に出る際には留守居役として越後を上手く取りまとめた。己の武勇知略に強い自負を持つことから謙信に取って代わろうという野心が心にもたげることもあったものの、信任を違えることなく真摯に補佐役を務め続けた。その子は「喜平二景勝」の名を賜り、後に子のない謙信の養子となって謙信の後継者となる。

### 長尾氏家臣
宇佐美定行
謙信の軍師。越後琵琶島を領する有力な豪族で、少壮の頃から知勇兼備と謳われた才人。教養人であるため、永正の乱の際には主君・房能の暴政を苦々しく思いながらも忠節道徳を貫くために敢えて為景と干戈を交えた。戦は為景の勝利に終わるものの、宇佐美の智謀に手を焼いた為景は降伏を促し、以後は旧怨を忘れて能臣として仕えた。
為景の死後の混乱の中で年少の謙信を引き取ることになるが、やがて兵学の手ほどきをするうちに大器を見い出し、乱れた越後を統一する傑物と考えて手厚く養育した。謙信が成人して後は軍師として活躍し、謙信の最も信頼する家臣として主人を補佐した。
乃美
宇佐美定行の娘。謙信が少年期に宇佐美の屋敷に寄寓していた際に知り合う。謙信に好意を持ち、一つ歳下の謙信に姉のように接した。謙信も乃美に好意を持ち一時は妻に迎えることも考えたが、男女の愛欲を嫌悪することから夢に現れた毘沙門天の啓示に従って女色を断つことを誓い、乃美への恋慕を捨てることを決意する。その後も乃美は謙信への想いを抱き続けて嫁にも行かず、春日山の毘沙門堂の本尊に願をかけ、謙信の息災を願って謙信の好んだ笛を吹いた。
謙信が信玄との決戦に乗り出した第四次川中島の戦いの直前に重い病に斃れ、死の床につく。乃美を見舞った謙信は、命懸けの決戦を覚悟していたことからそれまでの想いを告白し、病が癒えた後に正室に迎えることを約束して戦いに赴いた。しかし乃美はほどなく体調を崩して喀血し、謙信の果報を一心に祈りながら息を引き取った。
柿崎弥二郎
謙信配下の武将。越後国きっての豪傑で、戦場での剽悍さと部隊指揮の上手さは越後中に知られている。
並ぶ者なき猛将として名を馳せる一方で離叛常ない背腹者としても知られ、利があると見るや簡単に主君を裏切ることもある。ひどく好色であることから、殊に美女を使った誘惑に弱い。謙信は柿崎の離叛癖を警戒しながらも武将としての能力は高く買い、幾多の戦いで重用し続けた。
服部玄鬼
為景に仕えていた伊賀忍者。為景の命を受けて様々な隠密活動に暗躍し、為景の死後は跡目を継いだ晴景に仕える。
晴景が謙信と対立した際に暗殺の命を受けて仲間の忍者・飛加当とともに謙信のもとに忍ぶものの、折悪しく鉄砲の稽古をしていた謙信に見つかり、胸を射ち抜かれて死亡する。
松江
為景の側女。元は百姓女だったが、為景が鷹狩に出た際に暴れ馬を取り押さえたところを見初められ側女となる。しかし御殿に上がった後も粗野な所作を改めようとせず、百姓生まれ丸出しの朴訥さで振る舞い続けた。幼少の謙信をひどく可愛がり、さながら母親代わりに謙信の面倒を見た。利かん気で誰にもなつかなかった謙信もこの松江には愛情を感じ、常に傍らを離れず実母のように慕った。
暴れ馬を取り押さえられるだけあって、並の男が束になってもかなわない怪力無双の女傑。為景が戦場に赴く際も常に付き従い、鎌倉時代の板額さながらの働きを見せて敵味方を問わずに恐懼された。為景が戦死した後は一時期尼となり、越中の廃寺に住み着き為景の菩提を弔って過ごしていたものの、やがて謙信と再会し、郎党の小島弥太郎と惹かれ合い夫婦となる。以後は謙信の幕下で女武者として活躍し、得意の薙刀を振るって度々軍功を上げ、特に栃尾城の戦いでは夫の弥太郎とともに長尾俊景を討ち取った。
藤紫
晴景の愛妾。公家の堂上衆の出であったが乱世の中で家が没落し、京の上臈を欲した晴景に買われて越後に来た。弟の源三郎も美貌だったので晴景はこれも寵童にし、姉弟ともども戯れるという倒錯行為に惑溺した。晴景の寵を笠に権勢を恣に振るい、民をいじめ抜いて国中から怨嗟を買った悪女であり、謙信の女嫌いを助長する一因となった。
謙信と晴景の対立の際には、晴景の旗色が危うくなるや晴景を置き捨てて逃亡した。逃亡の最中に越中の豪族・鈴木国重の妾となって再び御殿生活を愉しむが、やがて謙信が越中に攻撃をかけた際に捕らえられる。死罪の声が上がる中、謙信は藤紫の身を案じた晴景の遺言もあり助命しようと考えていたが、命惜しさに艷冶な媚態をつくろう態度が女嫌いの謙信の神経を逆なでし、一刀の下に斬首された。

### 上杉氏
上杉定実
越後国守護上杉氏の当主。本来は上杉氏の傍系の出身であったが、為景が上杉房能を弑した際に後継に立てられて守護職に就任する。温厚な徳人であるがこれといった能はなく、すべての権力は為景が掌握し、飾りものの守護として政治的実権を持たされなかった。為景の娘を娶ったため、謙信や晴景とは義兄弟の関係になる。
為景の死後は、引き続き晴景の体制の上で守護を務めた。晴景の悪政を不快に思いながらもどうする力もないために傍観していたが、年少の謙信の才覚に期待を寄せ、折にふれて厚情を見せた。謙信には終始好意的で、若年のために諸事につけて動きにくい謙信を庇護し、守護の権威をもってたびたびその行動を助けた。
謙信による越後再統一の直後、病に斃れて病没する。上杉家に人が絶えていたこともあり、謙信はその跡を継いで守護職に就くこととなる。
上杉憲政
関東管領・山内上杉氏の当主。新興の北条氏との抗争に敗れ、謙信を頼って越後に逃れてきた。北条氏を下して上野国を領国として回復してくれれば、管領の職と上杉氏の名跡を譲ると提案し、謙信はこれを快諾する。信玄との戦いの合間を縫って関東に攻め込んだ謙信は北条氏に痛撃を与え、上杉家の名跡を継いで「政」の字を偏諱されて「上杉政虎」と改名し、関東管領に就くこととなる。
政軍ともに何の能もない人物だが詩歌管弦に造詣の深い文化人であり、謙信に音曲の手ほどきをして謙信が琵琶にのめり込むきっかけを作った。

### その他の人物
足利義輝
室町幕府十三代将軍。将軍とは名ばかりの存在で、衰微を極めた幕府がすでに往時の力を失っていることから、京周辺の僅かな直轄領を保持しているにすぎない。その家政も陪臣の三好党やその家宰の松永久秀に牛耳られ、彼らの横暴な振る舞いを抑えるべく将軍家に対して尊崇の念の篤い謙信の上洛を求めた。二度にわたって上洛した謙信をいたく信頼し、関東管領就任を公認するなど様々な厚情を見せた。
誠実で真摯な将軍ではあるものの優柔不断で決断力に欠けるところがあり、謙信が再三にわたって三好と松永の誅伐の令を求めても果断な処置ができなかった。奸臣の排除を怠った決断力の弱さは、やがて三好・松永による弑逆を招き、その身を滅ぼすこととなる（永禄の変）。
北条氏康
北条氏の当主。「深沈にして大度あり」と評される名将で、小田原を拠点に北条氏の勢力を拡大し、関八州に覇を唱えた。
関東に乗り込んできた謙信によって自家の覇権が脅かされると、共通の敵である謙信に共に対抗するべく信玄に接近して甲相同盟を結んだ。謙信の人物を戦上手であるが短気で堪え性がないと見、野外戦を避けて堅城と名高い居城・小田原城に閉じこもって籠城戦に持ち込んだ。氏康のこの読みは当たり、多くの関東豪族を服属させた謙信は雲霞の如き大軍で城を包囲するものの攻めあぐね、越後が氏康と示し合わせた武田勢の脅威に晒されたこともあり、ついに落城を断念して帰国せざるを得なくなった。
武田信玄
甲斐国を領する大名。諱は「晴信」。父の信虎を追放して若くして守護の座に就くや、政軍ともに天才的な能力を振るって天下にその名を轟かせ、諸国の大名を恐れさせた。隣国信濃に侵攻した後に北信濃を巡って謙信と対立することとなり、謙信の最大の敵として長きにわたって干戈を交えることとなる。
戦いに勇壮な美や潔さを求める謙信と違い、稀有な策謀の才を存分に用いた狡猾な謀略を得意とする。謙信はそうした信玄を軽蔑するものの、一方で信玄の政軍を問わぬ卓抜した才覚には感服し、自身と同じく父の愛を受けずに育ったという境遇にも共感を感じて、愛憎入り交じった複雑な感情を抱いた。殊に軍事的能力は戦略・戦術ともに極めて高く、諏訪法性と孫子の四如の旗の下で悠然と構えて突けども撃てども微動だにせず、しかしじりじりとその陣を進めて気がつけばこちらが脅かされているといった用兵の巧みさは、謙信すら畏怖させた。

## 山本勘助について
本作には信玄の名軍師として知られる山本勘助が登場しない。これは明治期より歴史学に導入された実証主義の手法によって勘助の主要な活躍が記された『甲陽軍鑑』の史料的価値が疑われ、勘助の存在にも疑念が持たれるようになったためである。海音寺はこうした勘助が実在しなかったとする学説、もしくは作戦に参加する資格のない低い分限の者であったとする説を支持し、本作において勘助を登場させなかった。
なお、山本勘助については、1969年の大河ドラマ版の放送中に発見された市河家文書や、2008年に発見された真下家所蔵文書により、実在の人物であるという説が有力になっている（詳細は山本勘助の項目を参照）。

## 書誌情報
単行本
- （朝日新聞社、1962年）上・下
- （朝日新聞社、1969年）上・中・下
- 海音寺潮五郎全集 第5巻（朝日新聞社、1971年）
- 日本歴史文学館 9（講談社、1986年）ISBN 4-06-193009-5
- （角川書店、1990年）上巻：ISBN 4-04-872567-X、下巻：ISBN 4-04-872568-8

文庫本
- （角川文庫、1966年）上・下
- （角川文庫、1986年）全5巻（第1巻：ISBN 4-04-127310-2、第2巻：ISBN 4-04-127311-0、第3巻：ISBN 4-04-127312-9、第4巻：ISBN 4-04-127313-7、第5巻：ISBN 4-04-127314-5）
映画版公開時、表紙カバーを映画の映像を利用したものに変更して発売されている。
- （文春文庫、2004年）上巻：ISBN 4-16-713543-4、中巻：ISBN 4-16-713544-2、下巻：ISBN 4-16-713545-0

## 映画
1990年に公開された（旧）角川春樹事務所製作の、いわゆる角川映画。製作費は50億円。総製作費は55億円とされる。

### 製作
プロデューサーの角川春樹は、角川映画15周年を記念した大作として企画し、映画『影武者』や『敦煌』を越えるべく、『復活の日』以上の資金を集めるために製作委員会方式を採用した。合計48社から1億円ずつの出資を募り、ほとんどの会社を角川が直接出向いて資金を集めた。角川は後に「バブルが弾ける前だったから集まった。あと1、2年遅かったら映画はできなかった」と語っている。角川は海外進出も見据えた文字通りの「大作」とするべく、和洋折衷だった『復活の日』や敵味方の区別が不明瞭だった『敦煌』が海外展開に失敗したこと踏まえ、ルキノ・ヴィスコンティ監督の『イノセント』を参考に、キャッチコピーの「この夏、赤と黒のエクスタシー」の通り、上杉軍を黒一色、武田軍を赤一色に統一し川中島の合戦を描くアイデアを公開前から注目させた。そして自らが監督を務め、巨額の制作費を投入した。
上杉謙信役には1987年の大河ドラマ『独眼竜政宗』でブレイクし、当時最も期待されていた若手男優渡辺謙を抜擢した。角川は渡辺の役作りのため、撮影の1年半前から、謙信の毘沙門天への信仰や人生観、自然観を渡辺に教育させ、一緒に毘沙門天を祀る信貴山朝護孫子寺への参籠も行った。
謙信と信玄の人間ドラマを全て描くと7時間超の上映時間になると判断した角川は、人間ドラマを捨て、プロモーションビデオ風の作品作りを心掛けた。そのため、役者は芝居に対し、一切怒鳴らず、日常語で平坦に台詞を喋る演出が行われた。また、映画『僕らの七日間戦争』で付き合いのあった小室哲哉に映画音楽を依頼し、エンディングタイトルの劇伴は、シンセサイザー奏者の宮下富実夫の演奏に真言読経を被せるなど、斬新な時代劇を目指した。
合戦シーンは、実際の川中島が自身の構想の舞台として狭すぎると判断し、旧満州国があった中華人民共和国の東北地方をロケ地の候補とするが、使用できる馬が小さく騎馬戦に不向きなこと、『敦煌』の撮影後に機材が中国当局に日中友好の名目で接収され、製作費も甚だしく中間搾取された情報を知り、『復活の日』の海外ロケで土地勘のあったカナダ・カルガリーで大規模ロケを行うことにした。カルガリーの高原は牧畜が盛んでカウボーイが多く、馬が集め易かった。1989年、500頭馬と3000人のエキストラを集め、1日8000万円、総額25億円をかけて、映画『ワーテルロー』を参考にした合戦ロケが行われた。しかし、カルガリーのロケ中に渡辺が急性骨髄性白血病に倒れ降板、角川が代役にと望んだという松田優作も、既に膀胱癌と闘病中で、角川が直電した依頼も、「エキストラの騎馬隊の1人なら」と断り、名目上はドラマ『華麗なる追跡 THE CHASER』のスケジュールの都合を理由に起用は断念された。そのため、緊急オーディションで榎木孝明を代役に立て、何とか撮影続行・公開に漕ぎつけた。

### 批評
作品の評価は、当時、カンヌ映画祭の選考委員だったマックス・テシェが「野心的ではあるが、ドラマが弱い」と指摘するなど、人物描写が希薄で、意味不明なシーンが多いなどの批判があった。一方で、クライマックスの川中島の戦いのシーンでの、全く合成を使わず何万ものエキストラが縦横無尽に動く迫力ある映像を評価するというものもあった。当時から「せめて渡辺が謙信を演じていれば…」という声はあった。2007年の日本アカデミー賞で渡辺が最優秀主演男優賞を獲得した際、この作品を降板したことの無念とその後の苦労に言及した。

### 興行
配給は当初東宝予定だったが、配給歩率を巡り商談が決裂。角川が東映社長の岡田茂に依頼し、東映洋画部に代わった。角川と東映は一度決裂しており、東宝も角川がまさか東映に話を持ち込むとは考えず、強気の契約に出たのが裏目に出た。配給歩率は角川85、東映15である。角川は岡田に「前売り券を500万枚売る。そのうち、東映で100万枚引き受けてくれ」と要求したという。製作費50億円のうち、宣伝費に角川側が15億円、東映が7億円を負担した。単純計算で前売り券だけで配収25億円となる。配給が東映に代わったことで、東宝の1990年夏の上映ラインナップに穴が空くこととなり、東宝がフジテレビジョンに相談して、急遽代替の企画として『タスマニア物語』を完成させ、大ヒットさせた。
バブル景気の頃に企業から出資を受けて、企業の団体動員に支えられた前売り券映画と呼ばれる映画が数多く作られたが、30社以上の出資を受けた本作は、大映の『敦煌』と並んで前売り券映画の代表作と言われる。しかし、400万枚もの前売り券が企業にバラまかれた結果、配給収入で50億円を突破して数字の上では大ヒットでありながら、前売り券が金券ショップで叩き売られて劇場は閑散としていたという。関連企業を通じて売った前売り券の総数は477万枚または約530万枚ともされる。尚、ビデオ販売による二次使用やテレビ放映による三次使用を含めば、投資金額は十分回収されている。
最終興行収入は、配給収入50.5億円・興行収入92億円で、2022年公開の『ONE PIECE FILM RED』(興行収入・203.4億円)に記録を更新されるまでは、東映配給作品の歴代興行収入1位を保持していた。

### その他
劇中で上杉謙信役の榎木が使用した甲冑は、2007年の大河ドラマ『風林火山』で同役を演じたGacktが自身の曲「RETURNER 〜闇の終焉〜」のミュージック・ビデオの中で着用している。
角川は撮影終了後も、急病降板した渡辺のために祈祷を続け、回復した渡辺に後日、その逸話を語ったところ、「知っていました。毘沙門天が病室に飛んでいるのが見えました」と答えられ、とても驚いたという。

### キャスト
- 上杉謙信 - 榎木孝明
- 武田信玄 - 津川雅彦
- 乃美 - 浅野温子
- 八重 - 財前直見
- 武田太郎義信 - 野村宏伸
- 武田典厩信繁 - 石田太郎
- 柿崎和泉守景家 - 伊藤敏八
- 直江大和守実綱 - 浜田晃
- 大熊備前守朝秀 - 成瀬正孝
- 北条丹後守高広 ‐ 南雲佑介
- 村上周防守義清 - 大林丈史
- 小島弥太郎 - 須藤正裕
- 高坂弾正 - 沖田浩之
- 飯富兵部少輔虎昌 - 室田日出男
- 山本勘介晴幸 - 夏八木勲
- 宇佐美駿河守定行 - 渡瀬恒彦
- 奈弥辰蔵 - 野崎海太郎
- 戸倉弥八郎 - 五島拓弥
- 初鹿野源五郎 ‐ 山田明郷
- 昭田常陸介 - 伊武雅刀
- 秋山源蔵 - 貞永敏
- 橘屋又三郎 - 大滝秀治
- 昭田常陸介の正室 - 風祭ゆき
- 帝よりの勅使 - 風間杜夫
- 侍女 - 岸田今日子
- ナレーター - 西村知道

### スタッフ
- プロデュース：岡田裕
- 撮影監督補：高瀬比呂志
- 美術監督：徳田博
- 照明：矢部一男
- 録音：瀬川徹夫
- 助監督：薬師寺光幸
- 合成：デン・フィルムエフェクト
- 殺陣：久世浩
- 題字：金田石城
- クレジットタイトル音楽：宮下富実夫
- スタジオ：にっかつ撮影所、大映撮影所
- 音楽録音：日向大介、鈴木健雄
- シンクラヴィア：DSDゆりーか
- 現像：IMAGICA
- 製作：角川春樹事務所、日本テレビ放送網、東京放送（TBS）

### テレビ放送
| 放送日        | 放送時間（JST）   | 放送局 | 放送枠           | 出典   |
| ------------- | ----------------- | ------ | ---------------- | ------ |
| 1991年10月9日 | 水曜21:00 - 23:24 | TBS    | 水曜ロードショー | [ 33 ] |

## テレビドラマ

### NHK大河ドラマ
『天と地と』 - NHKで放送。放送期間：1969年1月5日 - 12月28日、全52回。
初の映像化。また、大河ドラマでは7作目にして初のカラー作品でもある。平均視聴率は25.6パーセント、最高視聴率は32.4パーセント。主演は石坂浩二。

### 日本テレビ版
『天と地と〜黎明編』 - 日本テレビ系列で放送。放送日：1990年4月20日。
『金曜ロードショー』の特別企画として放送。上記の角川映画版の公開に合わせて放送された前日譚であり、大沢樹生演じる長尾景虎（後の謙信）が兄を倒して当主となるまでを描く。
主演である大沢の21歳の誕生日に放送された。

#### キャスト
- 長尾景虎 - 大沢樹生（当時 光GENJI）
- 長尾為景 - 三船敏郎
- 宇佐美定行 - 渡瀬恒彦
- 袈裟/藤紫 - 秋吉久美子（2役）
- 長尾晴景 - 田中健
- 金津新兵衛 - 小西博之
- 昭田常陸介 - 伊武雅刀
- 長尾俊景 - 内田勝正
- 長尾房景 - 田中明夫
- 松江 - 加納みゆき
- 間者 - 江幡高志
- 草薙良一
- 沼田爆
- 円谷浩
- 木村栄
- 久保田篤
- 松本朝生
- 釼持誠
- 深作覚
- 高崎隆二
- 大川栄子

#### スタッフ
- 監督：小沼勝
- 脚本：吉原勲
- 音楽：小室哲哉、宮下富実夫
- 撮影：高瀬比呂志
- 殺陣：久世浩
- 選曲：山川繁
- 音響効果：倉橋静男
- ロケ協力：原町市、二本松市、マザー牧場、原町市中ノ郷騎馬会、飯舘村振興公社
- スタジオ：にっかつ撮影所
- 現像・テレシネ：IMAGICA
- 企画：角川春樹
- 製作指揮：漆戸靖治
- コーディネイトプロデューサー：奥田誠治、成田尚哉
- プロデュース：平井保、丸久生、新津岳人
- 製作者：務台猛雄、岡田裕
- 製作：日本テレビ放送網、ニュー・センチュリー・プロデューサーズ

### テレビ朝日版
『天と地と』 - テレビ朝日系列で放送。放送日：2008年1月6日。
視聴率は9.8パーセント（関東地区、ビデオリサーチ調べ）。テレビ朝日開局50周年記念番組の正月テレビドラマである。主演は松岡昌宏。なお、松岡は2年前に同局で正月に放送されたテレビドラマ『風林火山』（原作：井上靖）では、謙信のライバルである武田信玄を演じている。同作品で山本勘助を演じた北大路欣也は、迷う謙信を叱咤し、導く毘沙門天役として出演。映画版およびそれに連動した日本テレビのスペシャルドラマで宇佐美定行を演じた渡瀬恒彦は、本作でも同じ役を演じる。

#### キャスト
- 長尾景虎 - 松岡昌宏
- 乃美 - 木村佳乃
- 金津新兵衛 - 六平直政
- 鬼小島弥太郎 - 的場浩司
- 戸倉与八郎 - 田口浩正
- 秋山源蔵 - 宮下裕治
- 長尾政景 - 渡辺いっけい
- 長尾俊景 - 福本清三
- 宇佐美定勝 - 寺島進
- 上杉憲政 - 吹越満
- 新発田掃部介 - 志村東吾
- 新発田長敦 - 熊崎勝彦
- 柿崎和泉 - 横山一敏
- 山本勘助 - 山下真司
- 本庄慶秀 - 中原丈雄
- 村上義清 - 松重豊
- 小山田信有 - 渡洋史
- 馬場信勝 - 伊藤正之
- 真田幸隆 - 三浦浩一
- 小笠原長時 - 白井滋郎
- 諏訪御前（のぶ） - 水橋貴己
- 藤紫 - 床嶋佳子
- 色部 - 高橋光臣
- 杉原 - 内野謙太
- 源三郎 - 佐藤祐基
- 竹偶 - 森岡豊
- お時 - 建みさと
- 長尾晴景 - 佐野史郎
- 武田信玄 - 渡部篤郎
- 宇佐美定行 - 渡瀬恒彦
- 毘沙門天 - 北大路欣也

#### スタッフ
- 原作：海音寺潮五郎
- チーフプロデューサー:五十嵐文郎、手塚治
- プロデューサー：田中芳之、丸山真哉
- 監督：石川一郎
- 脚本：ジェームス三木
- 音楽：栗山和樹
- 制作：テレビ朝日、東映

## 漫画
石川賢により漫画化された。映画版公開時には角川書店のメディアミックス戦略により、表紙カバーを映画の映像を利用したものに変更して発売された。
- （角川書店、1987年 - 1988年）全5巻（第1巻：ISBN 4-04-852065-2、第2巻：ISBN 4-04-852066-0、第3巻：ISBN 4-04-852067-9、第4巻：ISBN 4-04-852068-7、第5巻：ISBN 4-04-852069-5）
- 愛蔵版（中央公論社、1996年）第1巻：ISBN 4-12-002575-6、第2巻：ISBN 4-12-002576-4
- 『天と地と 上杉謙信物語』（講談社漫画文庫、1998年）上巻：ISBN 4-06-260452-3、中巻：ISBN 4-06-260453-1、下巻：ISBN 4-06-260454-X
- （角川書店、2004年）天の巻：ISBN 4-04-853786-5、地の巻：ISBN 4-04-853787-3

## ゲームソフト
映画版とのタイアップで発売された、戦国シミュレーションゲーム。開発陣の当時の代表作『シュヴァルツシルト』のシステムがベースになっている。独特のシステムとして、「謙信が毘沙門天堂に籠り、寿命を削ることで戦力を上げる」などがある。
ゲーム音楽は映画版の音楽を手掛けた小室哲哉の楽曲を元に、開発メーカーの音楽担当がアレンジをしている。
- 開発：工画堂スタジオ、発売：コナミ
- プラットフォーム：PC-8801mkIISR以降/PC-9801/X68000シリーズ